# Сан Ђовани ин Голфо I (Кампобасо)
Сан Ђовани ин Голфо I је насеље у Италији у округу Кампобасо, региону Молизе.
Према процени из 2011. у насељу је живело 64 становника. Насеље се налази на надморској висини од 666 м.